# Український рух за очищення
Український рух за очищення — політичний рух, анонсований Главою Одеської облдержадміністрації Міхеілом Саакашвілі 23 грудня 2015 року. Рух позиціонує себе як громадська коаліція, що ставить собі за мету оновити країну, шляхом ліквідування причин корупції та зміни політичні еліти. Хоча Український рух за очищення не є політичною партією, а Міхеіл Саакашвілі поки що не дає прямої відповіді на запитання чи планується створення нової політичної партії, багато політологів та деякі політики України, прогнозують, що рух переросте в політичну партію.

## Члени координаційної ради
Члени координаційної ради «Українського руху за очищення» (в алфавітному порядку):
- Боровик Олександр Валерійович (Саша Боровик)
- Гацько Василь Миколайович
- Голуб Владислав Володимирович
- Длігач Андрій
- Добродомов Дмитро Євгенович
- Заліщук Світлана Петрівна
- Мустафа Найєм
- Лещенко Сергій Анатолійович
- Лижичко Руслана Степанівна
- Пекар Валерій Олександрович
- Пташник Вікторія Юріївна
- Рябчин Олексій Михайлович
- Міхеіл Саакашвілі
- Скрипник Олексій Олексійович
- Федорин Володимир
- Чумак Віктор Васильович
- Шкрум Альона Іванівна
- Ященко Антон